# لو سامين 2024
لو سامين 2024 (بالفرنسية: Le Samyn 2024)‏ هو سباق دراجات هوائية من فئة  1.1، وهو الموسم السادس والخمسين من لو سامين، وأقيم في 27 فبراير 2024 ضمن سباقات طواف أوروبا للدراجات 2024.
فاز بالمركز الأول Laurenz Rex ‏، وفاز بالمركز الثاني António Morgado ‏، وفاز بالمركز الثالث جينثي بيرمانز ‏.

## الفرق
| فرق عالمية (5)- Alpecin-Deceuninck - Arkéa-B&B Hotels - Intermarché-Wanty - Team dsm-firmenich PostNL - UAE Team Emirates فرق برو (8)- بنجوال باوليز ساوكس دبليو بي ‏ - Equipo Kern Pharma ‏ - Lotto Dstny - Q36.5 Pro Cycling Team ‏ - Unibet Tietema Rockets ‏ - سبورت فلاندرين بالويس ‏ - TotalEnergies - أونو-إكس موبيليتي ‏ فرق قارية (11)- Diftar Continental Cyclingteam ‏ - Groupama–FDJ Continental Team ‏ - Israel Premier Tech Academy ‏ - ميتك سولاروات بي/بي مانتيل 2024 ‏ - Novapor Speedbike‏ - Philippe Wagner–Bazin ‏ - إتش بي بي تي بي – أوبير 93 ‏ - سوبرانو هام ايزوريكس 2024 ‏ - Team Storck-Metropol Cycling ‏ - Van Rysel–Roubaix ‏ - فولكر ويسيلز سيلينج تيم ‏ |  |
| |  |

## المشاركون
| Lotto Dstny LTD | Lotto Dstny LTD            | Lotto Dstny LTD |
| --------------- | -------------------------- | --------------- |
| م               | عداء                       | مرتبة           |
| 1               | Milan Menten ‏              | 13              |
| 2               | ارنو دي لاي                | لم يكمل السباق  |
| 3               | Pascal Eenkhoorn ‏          | 48              |
| 4               | Alec Segaert ‏              | 55              |
| 5               | Lionel Taminiaux ‏          | 60              |
| 6               | Jarrad Drizners ‏           | لم يكمل السباق  |
| 7               | Joshua Giddings (cyclist) ‏ | لم يكمل السباق  |

| UAE Team Emirates UAD | UAE Team Emirates UAD | UAE Team Emirates UAD |
| --------------------- | --------------------- | --------------------- |
| م                     | عداء                  | مرتبة                 |
| 11                    | Jonathan Guatibonza ‏  | 107                   |
| 12                    | Luca Giaimi ‏          | لم يكمل السباق        |
| 13                    | ألفارو هودج           | 36                    |
| 14                    | António Morgado ‏      | 2                     |
| 16                    | Gibbe Staes‏           | 61                    |
| 17                    | مايكل فينك ‏           | 89                    |

| Team dsm-firmenich PostNL DFP | Team dsm-firmenich PostNL DFP | Team dsm-firmenich PostNL DFP |
| ----------------------------- | ----------------------------- | ----------------------------- |
| م                             | عداء                          | مرتبة                         |
| 21                            | Pavel Bittner ‏                | 72                            |
| 22                            | Frank van den Broek ‏          | 53                            |
| 23                            | جون ديجينكولب                 | 46                            |
| 24                            | Tim Naberman ‏                 | لم يكمل السباق                |
| 25                            | Casper van Uden ‏              | 20                            |
| 26                            | Bram Welten ‏                  | 75                            |
| 27                            | Nils Eekhoff ‏                 | 30                            |

| Alpecin-Deceuninck ADC | Alpecin-Deceuninck ADC           | Alpecin-Deceuninck ADC |
| ---------------------- | -------------------------------- | ---------------------- |
| م                      | عداء                             | مرتبة                  |
| 31                     | Siebe Roesems‏                    | 90                     |
| 32                     | Timo Kielich ‏                    | 5                      |
| 33                     | Senne Leysen ‏                    | لم يكمل السباق         |
| 34                     | إدوارد بلانكايرتإدوارد بلانكايرت | 38                     |
| 35                     | جنسن بلاورايت ‏                   | 45                     |
| 36                     | Jonas Rickaert ‏                  | 57                     |
| 37                     | Stan Van Tricht ‏                 | 29                     |

| Arkéa-B&B Hotels ARK | Arkéa-B&B Hotels ARK | Arkéa-B&B Hotels ARK |
| -------------------- | -------------------- | -------------------- |
| م                    | عداء                 | مرتبة                |
| 41                   | Mathis Le Berre ‏     | 63                   |
| 42                   | جينثي بيرمانز ‏       | 3                    |
| 43                   | أموري كابيو          | 9                    |
| 44                   | دايفيد ديكر          | 67                   |
| 45                   | Donavan Grondin ‏     | 66                   |
| 46                   | Luca Mozzato ‏        | 32                   |
| 47                   | Florian Dauphin ‏     | 84                   |

| Intermarché-Wanty IWA | Intermarché-Wanty IWA      | Intermarché-Wanty IWA |
| --------------------- | -------------------------- | --------------------- |
| م                     | عداء                       | مرتبة                 |
| 51                    | Huub Artz ‏                 | 44                    |
| 52                    | Vito Braet ‏                | 10                    |
| 53                    | Dries De Pooter ‏           | 79                    |
| 54                    | Madis Mihkels              | 87                    |
| 55                    | Laurenz Rex ‏               | 1                     |
| 56                    | Tim Rex‏                    | 78                    |
| 57                    | Roel van Sintmaartensdijk ‏ | 43                    |

| أونو-إكس موبيليتي ‏ UXM | أونو-إكس موبيليتي ‏ UXM | أونو-إكس موبيليتي ‏ UXM |
| ---------------------- | ---------------------- | ---------------------- |
| م                      | عداء                   | مرتبة                  |
| 61                     | Louis Bendixen ‏        | لم يكمل السباق         |
| 62                     | راسموس تيلر            | 4                      |
| 63                     | Tord Gudmestad ‏        | لم يكمل السباق         |
| 64                     | William Blume Levy ‏    | 35                     |
| 65                     | Søren Wærenskjold ‏     | 31                     |
| 66                     | Rasmus Bøgh Wallin ‏    | 74                     |
| 67                     | Erik Resell ‏           | 73                     |

| Equipo Kern Pharma ‏ EKP | Equipo Kern Pharma ‏ EKP | Equipo Kern Pharma ‏ EKP |
| ----------------------- | ----------------------- | ----------------------- |
| م                       | عداء                    | مرتبة                   |
| 71                      | Miguel Ángel Fernández ‏ | لم يكمل السباق          |
| 72                      | Pau Miquel ‏             | 37                      |
| 73                      | فرنسيسكو غالفان         | 51                      |
| 74                      | Álex Jaime ‏             | 83                      |
| 76                      | Danny van der Tuuk ‏     | 92                      |
| 77                      | Iñigo Elosegui ‏         | 98                      |

| سبورت فلاندرين بالويس ‏ TFB | سبورت فلاندرين بالويس ‏ TFB | سبورت فلاندرين بالويس ‏ TFB |
| -------------------------- | -------------------------- | -------------------------- |
| م                          | عداء                       | مرتبة                      |
| 81                         | Kamiel Bonneu ‏             | لم يكمل السباق             |
| 82                         | أليكس كولمان ‏              | 58                         |
| 83                         | Victor Vercouillie ‏        | 96                         |
| 84                         | Dylan Vandenstorme ‏        | 108                        |
| 85                         | Jules Hesters ‏             | لم يكمل السباق             |
| 86                         | Yentl Vandevelde ‏          | 95                         |
| 87                         | Ward Vanhoof ‏              | 103                        |

| بنجوال باوليز ساوكس دبليو بي ‏ BWB | بنجوال باوليز ساوكس دبليو بي ‏ BWB | بنجوال باوليز ساوكس دبليو بي ‏ BWB |
| --------------------------------- | --------------------------------- | --------------------------------- |
| م                                 | عداء                              | مرتبة                             |
| 91                                | Luca De Meester ‏                  | 39                                |
| 92                                | Cériel Desal ‏                     | 59                                |
| 93                                | Kenneth Van Rooy ‏                 | 34                                |
| 94                                | Nathan Vandepitte ‏                | 21                                |
| 95                                | Jelle Vermoote ‏                   | 27                                |
| 96                                | Jens Reynders ‏                    | 6                                 |
| 97                                | Milan Lanhove ‏                    | 110                               |

| Q36.5 Pro Cycling Team ‏ Q36 | Q36.5 Pro Cycling Team ‏ Q36 | Q36.5 Pro Cycling Team ‏ Q36 |
| --------------------------- | --------------------------- | --------------------------- |
| م                           | عداء                        | مرتبة                       |
| 101                         | Fabio Christen ‏             | 15                          |
| 102                         | Tom Devriendt ‏              | لم يكمل السباق              |
| 103                         | Kamil Małecki ‏              | 25                          |
| 104                         | Cyrus Monk ‏                 | 54                          |
| 105                         | ماتيو موشيتي                | 104                         |
| 106                         | Szymon Sajnok ‏              | 56                          |
| 107                         | روري تاونسند ‏               | 22                          |

| Unibet Tietema Rockets ‏ TDT | Unibet Tietema Rockets ‏ TDT | Unibet Tietema Rockets ‏ TDT |
| --------------------------- | --------------------------- | --------------------------- |
| م                           | عداء                        | مرتبة                       |
| 111                         | Axel Huens ‏                 | 26                          |
| 112                         | Davide Bomboi ‏              | 11                          |
| 113                         | Jelle Johannink ‏            | 94                          |
| 114                         | Martijn Budding ‏            | 93                          |
| 115                         | نيكلاس بيديرسين ‏            | 69                          |
| 116                         | Sebastian Nielsen ‏          | 77                          |
| 117                         | Zeb Kyffin ‏                 | لم يكمل السباق              |

| TotalEnergies TEN | TotalEnergies TEN  | TotalEnergies TEN |
| ----------------- | ------------------ | ----------------- |
| م                 | عداء               | مرتبة             |
| 121               | توماس بونيت        | لم يكمل السباق    |
| 122               | Thomas Gachignard ‏ | 33                |
| 123               | Emilien Jeannière ‏ | 40                |
| 124               | Lucas Boniface ‏    | 111               |
| 125               | Jason Tesson ‏      | لم يكمل السباق    |
| 126               | أنتوني تورجيس      | 17                |
| 127               | دريس فان جيستل     | 18                |

| Israel Premier Tech Academy ‏ ICA | Israel Premier Tech Academy ‏ ICA | Israel Premier Tech Academy ‏ ICA |
| -------------------------------- | -------------------------------- | -------------------------------- |
| م                                | عداء                             | مرتبة                            |
| 131                              | هوغو هوفستيتر                    | 12                               |
| 132                              | توم فان أسبروك                   | 14                               |
| 133                              | Pier-André Côté ‏ (طريق)          | 24                               |
| 134                              | Rotem Tene ‏                      | لم يكمل السباق                   |
| 135                              | Viggo Moore ‏                     | 114                              |
| 136                              | Pau Martí ‏                       | 68                               |
| 137                              | Kiaan Watts‏                      | لم يكمل السباق                   |

| Groupama–FDJ Continental Team ‏ CGF | Groupama–FDJ Continental Team ‏ CGF | Groupama–FDJ Continental Team ‏ CGF |
| ---------------------------------- | ---------------------------------- | ---------------------------------- |
| م                                  | عداء                               | مرتبة                              |
| 141                                | Laurence Pithie ‏                   | 8                                  |
| 142                                | Matt Walls ‏                        | لم يكمل السباق                     |
| 143                                | Lewis Bower ‏                       | لم يكمل السباق                     |
| 144                                | Titouan Fontaine ‏                  | لم يكمل السباق                     |
| 146                                | Noah Hobbs ‏                        | 52                                 |
| 147                                | Jens Verbrugghe ‏                   | لم يكمل السباق                     |

| Philippe Wagner–Bazin ‏ PWB | Philippe Wagner–Bazin ‏ PWB | Philippe Wagner–Bazin ‏ PWB |
| -------------------------- | -------------------------- | -------------------------- |
| م                          | عداء                       | مرتبة                      |
| 151                        | بيير باربييه               | 28                         |
| 152                        | رودي باربير                | 82                         |
| 153                        | Quentin Bezza ‏             | 91                         |
| 154                        | Enrico Dhaeye‏              | 97                         |
| 155                        | Stefano Museeuw ‏           | لم يكمل السباق             |
| 156                        | Kasper Saver ‏              | 42                         |
| 157                        | Mathias Vanoverberghe‏      | لم يكمل السباق             |

| سوبرانو هام ايزوريكس ‏ TIS | سوبرانو هام ايزوريكس ‏ TIS | سوبرانو هام ايزوريكس ‏ TIS |
| ------------------------- | ------------------------- | ------------------------- |
| م                         | عداء                      | مرتبة                     |
| 171                       | تيموثي دوبونت             | 47                        |
| 172                       | Maxime De Poorter ‏        | لم يكمل السباق            |
| 173                       | Robbe Claeys‏              | 65                        |
| 174                       | Mauro Verwilt‏             | 86                        |
| 175                       | Bo Godart‏                 | لم يكمل السباق            |
| 176                       | Arne Santy‏                | لم يكمل السباق            |
| 177                       | Thomas Joseph ‏            | 88                        |

| فولكر ويسيلز سيلينج تيم ‏ VWT | فولكر ويسيلز سيلينج تيم ‏ VWT | فولكر ويسيلز سيلينج تيم ‏ VWT |
| ---------------------------- | ---------------------------- | ---------------------------- |
| م                            | عداء                         | مرتبة                        |
| 181                          | Niek Hoornsman‏               | لم يكمل السباق               |
| 182                          | Coen Vermeltfoort ‏           | 101                          |
| 183                          | بيرت جان يندمان              | لم يكمل السباق               |
| 184                          | Thimo Willems ‏               | 23                           |
| 185                          | Jasper Haest ‏                | 80                           |
| 186                          | Stijn Daemen ‏                | 81                           |
| 187                          | Finn Crockett ‏               | لم يكمل السباق               |

| ميتك-تي كي إتش مانتيل ‏ MET | ميتك-تي كي إتش مانتيل ‏ MET | ميتك-تي كي إتش مانتيل ‏ MET |
| -------------------------- | -------------------------- | -------------------------- |
| م                          | عداء                       | مرتبة                      |
| 191                        | Tim Marsman ‏               | لم يكمل السباق             |
| 192                        | Axel van der Tuuk ‏         | 70                         |
| 193                        | Boris Romers‏               | 109                        |
| 194                        | Roy Hoogendoorn ‏           | 115                        |
| 195                        | Casper van der Woude ‏      | لم يكمل السباق             |
| 196                        | Victor Broex‏               | 76                         |
| 197                        | Jordan Habets ‏             | لم يكمل السباق             |

| Diftar Continental Cyclingteam ‏ SWY | Diftar Continental Cyclingteam ‏ SWY | Diftar Continental Cyclingteam ‏ SWY |
| ----------------------------------- | ----------------------------------- | ----------------------------------- |
| م                                   | عداء                                | مرتبة                               |
| 201                                 | Rick Ottema ‏                        | 64                                  |
| 202                                 | Robin Löwik‏                         | لم يكمل السباق                      |
| 203                                 | Marvin Peters‏                       | 106                                 |
| 204                                 | Peter Schulting ‏                    | 105                                 |
| 205                                 | Guillaume Visser‏                    | 85                                  |
| 206                                 | Pepijn Veenings‏                     | لم يكمل السباق                      |
| 207                                 | Mike Bronswijk‏                      | لم يكمل السباق                      |

| Van Rysel–Roubaix ‏ VRR | Van Rysel–Roubaix ‏ VRR | Van Rysel–Roubaix ‏ VRR |
| ---------------------- | ---------------------- | ---------------------- |
| م                      | عداء                   | مرتبة                  |
| 211                    | Rait Ärm ‏              | لم يكمل السباق         |
| 212                    | Kévin Avoine ‏          | 41                     |
| 213                    | Maxime Jarnet ‏         | 49                     |
| 214                    | كيني مولي              | لم يبدأ                |
| 215                    | ايمانويل مورين         | 19                     |
| 216                    | Valentin Tabellion ‏    | 100                    |

| Novapor Speedbike‏ NST | Novapor Speedbike‏ NST    | Novapor Speedbike‏ NST |
| --------------------- | ------------------------ | --------------------- |
| م                     | عداء                     | مرتبة                 |
| 221                   | Jorre Debaele‏            | لم يكمل السباق        |
| 222                   | Glen Van Nuffelen‏        | لم يكمل السباق        |
| 223                   | Konstantinos Pavlides‏    | لم يكمل السباق        |
| 224                   | Igor Halicki‏             | لم يكمل السباق        |
| 225                   | Lukas Sulaj Kloppenborg ‏ | لم يكمل السباق        |
| 226                   | Nikiforos Arvanitou ‏     | لم يكمل السباق        |
| 227                   | Nikolaos Michail Drakos‏  | لم يكمل السباق        |

| إتش بي بي تي بي – أوبير 93 ‏ AUB | إتش بي بي تي بي – أوبير 93 ‏ AUB | إتش بي بي تي بي – أوبير 93 ‏ AUB |
| ------------------------------- | ------------------------------- | ------------------------------- |
| م                               | عداء                            | مرتبة                           |
| 231                             | Alexandre Delettre ‏             | 7                               |
| 232                             | Théo Delacroix ‏                 | 16                              |
| 233                             | Romain Cardis ‏                  | 62                              |
| 234                             | Dillon Corkery ‏                 | 50                              |
| 235                             | Joris Delbove ‏                  | 71                              |
| 236                             | Jérémy Lecroq ‏                  | 112                             |
| 237                             | Morné van Niekerk ‏              | 102                             |

| Team Storck-Metropol Cycling ‏ TSM | Team Storck-Metropol Cycling ‏ TSM | Team Storck-Metropol Cycling ‏ TSM |
| --------------------------------- | --------------------------------- | --------------------------------- |
| م                                 | عداء                              | مرتبة                             |
| 241                               | Patrick Schubert‏                  | لم يكمل السباق                    |
| 242                               | Toni Franz‏                        | لم يكمل السباق                    |
| 243                               | Marc Clauss ‏                      | 113                               |
| 244                               | Ole Theiler ‏                      | لم يكمل السباق                    |
| 245                               | Linus Scheitinger‏                 | لم يكمل السباق                    |
| 246                               | Noé Ury‏                           | 99                                |
| 247                               | Campo Schmitz‏                     | 116                               |

| Lotto Dstny LTD | Lotto Dstny LTD            | Lotto Dstny LTD |
| --------------- | -------------------------- | --------------- |
| م               | عداء                       | مرتبة           |
| 1               | Milan Menten ‏              | 13              |
| 2               | ارنو دي لاي                | لم يكمل السباق  |
| 3               | Pascal Eenkhoorn ‏          | 48              |
| 4               | Alec Segaert ‏              | 55              |
| 5               | Lionel Taminiaux ‏          | 60              |
| 6               | Jarrad Drizners ‏           | لم يكمل السباق  |
| 7               | Joshua Giddings (cyclist) ‏ | لم يكمل السباق  |

| UAE Team Emirates UAD | UAE Team Emirates UAD | UAE Team Emirates UAD |
| --------------------- | --------------------- | --------------------- |
| م                     | عداء                  | مرتبة                 |
| 11                    | Jonathan Guatibonza ‏  | 107                   |
| 12                    | Luca Giaimi ‏          | لم يكمل السباق        |
| 13                    | ألفارو هودج           | 36                    |
| 14                    | António Morgado ‏      | 2                     |
| 16                    | Gibbe Staes‏           | 61                    |
| 17                    | مايكل فينك ‏           | 89                    |

| Team dsm-firmenich PostNL DFP | Team dsm-firmenich PostNL DFP | Team dsm-firmenich PostNL DFP |
| ----------------------------- | ----------------------------- | ----------------------------- |
| م                             | عداء                          | مرتبة                         |
| 21                            | Pavel Bittner ‏                | 72                            |
| 22                            | Frank van den Broek ‏          | 53                            |
| 23                            | جون ديجينكولب                 | 46                            |
| 24                            | Tim Naberman ‏                 | لم يكمل السباق                |
| 25                            | Casper van Uden ‏              | 20                            |
| 26                            | Bram Welten ‏                  | 75                            |
| 27                            | Nils Eekhoff ‏                 | 30                            |

| Alpecin-Deceuninck ADC | Alpecin-Deceuninck ADC           | Alpecin-Deceuninck ADC |
| ---------------------- | -------------------------------- | ---------------------- |
| م                      | عداء                             | مرتبة                  |
| 31                     | Siebe Roesems‏                    | 90                     |
| 32                     | Timo Kielich ‏                    | 5                      |
| 33                     | Senne Leysen ‏                    | لم يكمل السباق         |
| 34                     | إدوارد بلانكايرتإدوارد بلانكايرت | 38                     |
| 35                     | جنسن بلاورايت ‏                   | 45                     |
| 36                     | Jonas Rickaert ‏                  | 57                     |
| 37                     | Stan Van Tricht ‏                 | 29                     |

| Arkéa-B&B Hotels ARK | Arkéa-B&B Hotels ARK | Arkéa-B&B Hotels ARK |
| -------------------- | -------------------- | -------------------- |
| م                    | عداء                 | مرتبة                |
| 41                   | Mathis Le Berre ‏     | 63                   |
| 42                   | جينثي بيرمانز ‏       | 3                    |
| 43                   | أموري كابيو          | 9                    |
| 44                   | دايفيد ديكر          | 67                   |
| 45                   | Donavan Grondin ‏     | 66                   |
| 46                   | Luca Mozzato ‏        | 32                   |
| 47                   | Florian Dauphin ‏     | 84                   |

| Intermarché-Wanty IWA | Intermarché-Wanty IWA      | Intermarché-Wanty IWA |
| --------------------- | -------------------------- | --------------------- |
| م                     | عداء                       | مرتبة                 |
| 51                    | Huub Artz ‏                 | 44                    |
| 52                    | Vito Braet ‏                | 10                    |
| 53                    | Dries De Pooter ‏           | 79                    |
| 54                    | Madis Mihkels              | 87                    |
| 55                    | Laurenz Rex ‏               | 1                     |
| 56                    | Tim Rex‏                    | 78                    |
| 57                    | Roel van Sintmaartensdijk ‏ | 43                    |

| أونو-إكس موبيليتي ‏ UXM | أونو-إكس موبيليتي ‏ UXM | أونو-إكس موبيليتي ‏ UXM |
| ---------------------- | ---------------------- | ---------------------- |
| م                      | عداء                   | مرتبة                  |
| 61                     | Louis Bendixen ‏        | لم يكمل السباق         |
| 62                     | راسموس تيلر            | 4                      |
| 63                     | Tord Gudmestad ‏        | لم يكمل السباق         |
| 64                     | William Blume Levy ‏    | 35                     |
| 65                     | Søren Wærenskjold ‏     | 31                     |
| 66                     | Rasmus Bøgh Wallin ‏    | 74                     |
| 67                     | Erik Resell ‏           | 73                     |

| Equipo Kern Pharma ‏ EKP | Equipo Kern Pharma ‏ EKP | Equipo Kern Pharma ‏ EKP |
| ----------------------- | ----------------------- | ----------------------- |
| م                       | عداء                    | مرتبة                   |
| 71                      | Miguel Ángel Fernández ‏ | لم يكمل السباق          |
| 72                      | Pau Miquel ‏             | 37                      |
| 73                      | فرنسيسكو غالفان         | 51                      |
| 74                      | Álex Jaime ‏             | 83                      |
| 76                      | Danny van der Tuuk ‏     | 92                      |
| 77                      | Iñigo Elosegui ‏         | 98                      |

| سبورت فلاندرين بالويس ‏ TFB | سبورت فلاندرين بالويس ‏ TFB | سبورت فلاندرين بالويس ‏ TFB |
| -------------------------- | -------------------------- | -------------------------- |
| م                          | عداء                       | مرتبة                      |
| 81                         | Kamiel Bonneu ‏             | لم يكمل السباق             |
| 82                         | أليكس كولمان ‏              | 58                         |
| 83                         | Victor Vercouillie ‏        | 96                         |
| 84                         | Dylan Vandenstorme ‏        | 108                        |
| 85                         | Jules Hesters ‏             | لم يكمل السباق             |
| 86                         | Yentl Vandevelde ‏          | 95                         |
| 87                         | Ward Vanhoof ‏              | 103                        |

| بنجوال باوليز ساوكس دبليو بي ‏ BWB | بنجوال باوليز ساوكس دبليو بي ‏ BWB | بنجوال باوليز ساوكس دبليو بي ‏ BWB |
| --------------------------------- | --------------------------------- | --------------------------------- |
| م                                 | عداء                              | مرتبة                             |
| 91                                | Luca De Meester ‏                  | 39                                |
| 92                                | Cériel Desal ‏                     | 59                                |
| 93                                | Kenneth Van Rooy ‏                 | 34                                |
| 94                                | Nathan Vandepitte ‏                | 21                                |
| 95                                | Jelle Vermoote ‏                   | 27                                |
| 96                                | Jens Reynders ‏                    | 6                                 |
| 97                                | Milan Lanhove ‏                    | 110                               |

| Q36.5 Pro Cycling Team ‏ Q36 | Q36.5 Pro Cycling Team ‏ Q36 | Q36.5 Pro Cycling Team ‏ Q36 |
| --------------------------- | --------------------------- | --------------------------- |
| م                           | عداء                        | مرتبة                       |
| 101                         | Fabio Christen ‏             | 15                          |
| 102                         | Tom Devriendt ‏              | لم يكمل السباق              |
| 103                         | Kamil Małecki ‏              | 25                          |
| 104                         | Cyrus Monk ‏                 | 54                          |
| 105                         | ماتيو موشيتي                | 104                         |
| 106                         | Szymon Sajnok ‏              | 56                          |
| 107                         | روري تاونسند ‏               | 22                          |

| Unibet Tietema Rockets ‏ TDT | Unibet Tietema Rockets ‏ TDT | Unibet Tietema Rockets ‏ TDT |
| --------------------------- | --------------------------- | --------------------------- |
| م                           | عداء                        | مرتبة                       |
| 111                         | Axel Huens ‏                 | 26                          |
| 112                         | Davide Bomboi ‏              | 11                          |
| 113                         | Jelle Johannink ‏            | 94                          |
| 114                         | Martijn Budding ‏            | 93                          |
| 115                         | نيكلاس بيديرسين ‏            | 69                          |
| 116                         | Sebastian Nielsen ‏          | 77                          |
| 117                         | Zeb Kyffin ‏                 | لم يكمل السباق              |

| TotalEnergies TEN | TotalEnergies TEN  | TotalEnergies TEN |
| ----------------- | ------------------ | ----------------- |
| م                 | عداء               | مرتبة             |
| 121               | توماس بونيت        | لم يكمل السباق    |
| 122               | Thomas Gachignard ‏ | 33                |
| 123               | Emilien Jeannière ‏ | 40                |
| 124               | Lucas Boniface ‏    | 111               |
| 125               | Jason Tesson ‏      | لم يكمل السباق    |
| 126               | أنتوني تورجيس      | 17                |
| 127               | دريس فان جيستل     | 18                |

| Israel Premier Tech Academy ‏ ICA | Israel Premier Tech Academy ‏ ICA | Israel Premier Tech Academy ‏ ICA |
| -------------------------------- | -------------------------------- | -------------------------------- |
| م                                | عداء                             | مرتبة                            |
| 131                              | هوغو هوفستيتر                    | 12                               |
| 132                              | توم فان أسبروك                   | 14                               |
| 133                              | Pier-André Côté ‏ (طريق)          | 24                               |
| 134                              | Rotem Tene ‏                      | لم يكمل السباق                   |
| 135                              | Viggo Moore ‏                     | 114                              |
| 136                              | Pau Martí ‏                       | 68                               |
| 137                              | Kiaan Watts‏                      | لم يكمل السباق                   |

| Groupama–FDJ Continental Team ‏ CGF | Groupama–FDJ Continental Team ‏ CGF | Groupama–FDJ Continental Team ‏ CGF |
| ---------------------------------- | ---------------------------------- | ---------------------------------- |
| م                                  | عداء                               | مرتبة                              |
| 141                                | Laurence Pithie ‏                   | 8                                  |
| 142                                | Matt Walls ‏                        | لم يكمل السباق                     |
| 143                                | Lewis Bower ‏                       | لم يكمل السباق                     |
| 144                                | Titouan Fontaine ‏                  | لم يكمل السباق                     |
| 146                                | Noah Hobbs ‏                        | 52                                 |
| 147                                | Jens Verbrugghe ‏                   | لم يكمل السباق                     |

| Philippe Wagner–Bazin ‏ PWB | Philippe Wagner–Bazin ‏ PWB | Philippe Wagner–Bazin ‏ PWB |
| -------------------------- | -------------------------- | -------------------------- |
| م                          | عداء                       | مرتبة                      |
| 151                        | بيير باربييه               | 28                         |
| 152                        | رودي باربير                | 82                         |
| 153                        | Quentin Bezza ‏             | 91                         |
| 154                        | Enrico Dhaeye‏              | 97                         |
| 155                        | Stefano Museeuw ‏           | لم يكمل السباق             |
| 156                        | Kasper Saver ‏              | 42                         |
| 157                        | Mathias Vanoverberghe‏      | لم يكمل السباق             |

| سوبرانو هام ايزوريكس ‏ TIS | سوبرانو هام ايزوريكس ‏ TIS | سوبرانو هام ايزوريكس ‏ TIS |
| ------------------------- | ------------------------- | ------------------------- |
| م                         | عداء                      | مرتبة                     |
| 171                       | تيموثي دوبونت             | 47                        |
| 172                       | Maxime De Poorter ‏        | لم يكمل السباق            |
| 173                       | Robbe Claeys‏              | 65                        |
| 174                       | Mauro Verwilt‏             | 86                        |
| 175                       | Bo Godart‏                 | لم يكمل السباق            |
| 176                       | Arne Santy‏                | لم يكمل السباق            |
| 177                       | Thomas Joseph ‏            | 88                        |

| فولكر ويسيلز سيلينج تيم ‏ VWT | فولكر ويسيلز سيلينج تيم ‏ VWT | فولكر ويسيلز سيلينج تيم ‏ VWT |
| ---------------------------- | ---------------------------- | ---------------------------- |
| م                            | عداء                         | مرتبة                        |
| 181                          | Niek Hoornsman‏               | لم يكمل السباق               |
| 182                          | Coen Vermeltfoort ‏           | 101                          |
| 183                          | بيرت جان يندمان              | لم يكمل السباق               |
| 184                          | Thimo Willems ‏               | 23                           |
| 185                          | Jasper Haest ‏                | 80                           |
| 186                          | Stijn Daemen ‏                | 81                           |
| 187                          | Finn Crockett ‏               | لم يكمل السباق               |

| ميتك-تي كي إتش مانتيل ‏ MET | ميتك-تي كي إتش مانتيل ‏ MET | ميتك-تي كي إتش مانتيل ‏ MET |
| -------------------------- | -------------------------- | -------------------------- |
| م                          | عداء                       | مرتبة                      |
| 191                        | Tim Marsman ‏               | لم يكمل السباق             |
| 192                        | Axel van der Tuuk ‏         | 70                         |
| 193                        | Boris Romers‏               | 109                        |
| 194                        | Roy Hoogendoorn ‏           | 115                        |
| 195                        | Casper van der Woude ‏      | لم يكمل السباق             |
| 196                        | Victor Broex‏               | 76                         |
| 197                        | Jordan Habets ‏             | لم يكمل السباق             |

| Diftar Continental Cyclingteam ‏ SWY | Diftar Continental Cyclingteam ‏ SWY | Diftar Continental Cyclingteam ‏ SWY |
| ----------------------------------- | ----------------------------------- | ----------------------------------- |
| م                                   | عداء                                | مرتبة                               |
| 201                                 | Rick Ottema ‏                        | 64                                  |
| 202                                 | Robin Löwik‏                         | لم يكمل السباق                      |
| 203                                 | Marvin Peters‏                       | 106                                 |
| 204                                 | Peter Schulting ‏                    | 105                                 |
| 205                                 | Guillaume Visser‏                    | 85                                  |
| 206                                 | Pepijn Veenings‏                     | لم يكمل السباق                      |
| 207                                 | Mike Bronswijk‏                      | لم يكمل السباق                      |

| Van Rysel–Roubaix ‏ VRR | Van Rysel–Roubaix ‏ VRR | Van Rysel–Roubaix ‏ VRR |
| ---------------------- | ---------------------- | ---------------------- |
| م                      | عداء                   | مرتبة                  |
| 211                    | Rait Ärm ‏              | لم يكمل السباق         |
| 212                    | Kévin Avoine ‏          | 41                     |
| 213                    | Maxime Jarnet ‏         | 49                     |
| 214                    | كيني مولي              | لم يبدأ                |
| 215                    | ايمانويل مورين         | 19                     |
| 216                    | Valentin Tabellion ‏    | 100                    |

| Novapor Speedbike‏ NST | Novapor Speedbike‏ NST    | Novapor Speedbike‏ NST |
| --------------------- | ------------------------ | --------------------- |
| م                     | عداء                     | مرتبة                 |
| 221                   | Jorre Debaele‏            | لم يكمل السباق        |
| 222                   | Glen Van Nuffelen‏        | لم يكمل السباق        |
| 223                   | Konstantinos Pavlides‏    | لم يكمل السباق        |
| 224                   | Igor Halicki‏             | لم يكمل السباق        |
| 225                   | Lukas Sulaj Kloppenborg ‏ | لم يكمل السباق        |
| 226                   | Nikiforos Arvanitou ‏     | لم يكمل السباق        |
| 227                   | Nikolaos Michail Drakos‏  | لم يكمل السباق        |

| إتش بي بي تي بي – أوبير 93 ‏ AUB | إتش بي بي تي بي – أوبير 93 ‏ AUB | إتش بي بي تي بي – أوبير 93 ‏ AUB |
| ------------------------------- | ------------------------------- | ------------------------------- |
| م                               | عداء                            | مرتبة                           |
| 231                             | Alexandre Delettre ‏             | 7                               |
| 232                             | Théo Delacroix ‏                 | 16                              |
| 233                             | Romain Cardis ‏                  | 62                              |
| 234                             | Dillon Corkery ‏                 | 50                              |
| 235                             | Joris Delbove ‏                  | 71                              |
| 236                             | Jérémy Lecroq ‏                  | 112                             |
| 237                             | Morné van Niekerk ‏              | 102                             |

| Team Storck-Metropol Cycling ‏ TSM | Team Storck-Metropol Cycling ‏ TSM | Team Storck-Metropol Cycling ‏ TSM |
| --------------------------------- | --------------------------------- | --------------------------------- |
| م                                 | عداء                              | مرتبة                             |
| 241                               | Patrick Schubert‏                  | لم يكمل السباق                    |
| 242                               | Toni Franz‏                        | لم يكمل السباق                    |
| 243                               | Marc Clauss ‏                      | 113                               |
| 244                               | Ole Theiler ‏                      | لم يكمل السباق                    |
| 245                               | Linus Scheitinger‏                 | لم يكمل السباق                    |
| 246                               | Noé Ury‏                           | 99                                |
| 247                               | Campo Schmitz‏                     | 116                               |

## التصنيف العام النهائي
| التصنيف العام         | التصنيف العام       | التصنيف العام                  | التصنيف العام | التصنيف العام |
| العداء                | العداء              | الفريق                         | الوقت         |               |
| --------------------- | ------------------- | ------------------------------ | ------------- | ------------- |
| 1                     | Laurenz Rex ‏        | Intermarché-Wanty              | 4 س 38 د 40 ث |               |
| 2                     | António Morgado ‏    | فريق الإمارات                  | + 0 ث         |               |
| 3                     | جينثي بيرمانز ‏      | Arkéa-B&B Hotels               | + 0 ث         |               |
| 4                     | راسموس تيلر         | أونو اكس برو سايكلنج تيم ‏      | + 0 ث         |               |
| 5                     | Timo Kielich ‏       | Alpecin-Deceuninck             | + 0 ث         |               |
| 6                     | Jens Reynders ‏      | بنجوال باوليز ساوكس دبليو بي ‏  | + 0 ث         |               |
| 7                     | Alexandre Delettre ‏ | إتش بي بي تي بي – أوبير 93 ‏    | + 0 ث         |               |
| 8                     | Laurence Pithie ‏    | Groupama–FDJ Continental Team ‏ | + 0 ث         |               |
| 9                     | أموري كابيو         | Arkéa-B&B Hotels               | + 0 ث         |               |
| 10                    | Vito Braet ‏         | Intermarché-Wanty              | + 0 ث         |               |
|                       |                     |                                |               |               |
| مصدر: ProCyclingStats |                     |                                |               |               |

## وصلات خارجية
- الموقع الرسمي
- لمحة عن سباق لو سامين 2024 على موقع  ProCyclingStats   (برو  سايكلنج  ستاتس) - إحصاءات  محترفي  الدراجات.
- لو سامين 2024 على موقع إحصائيات الدراجات الإحترافية (الإنجليزية)